# Camillo Siciliano di Rende
Camillo Siciliano di Rende, italijanski rimskokatoliški duhovnik, škof in kardinal, * 8. junij 1847, Neapelj, † 16. maj 1897.

## Življenjepis
3. junija 1871 je prejel duhovniško posvečenje.
28. decembra 1877 je bil imenovan za naslovnega škofa in 1. januarja 1878 je prejel škofovsko posvečenje.
12. maja 1879 je bil imenovan za škofa Beneventa in 26. oktobra 1882 za apostolskega nuncija v Franciji. 
14. marca 1887 je bil povzdignjen v kardinala in imenovan za kardinal-duhovnika S. Sisto.
3. februarja 1888 je postal apostolski administrator Lucere.